# Stârc
Ardeidele (Ardeidae) sau stârcii sunt o familie de păsări acvatice care cuprind 64-65 specii de talie mijlocie și mare, cu corp zvelt, comprimat lateral, cu cap mic, cioc conic, ascuțit la vârf, lung și subțire, cu gât foarte lung și subțire, pe care și-l țin îndoit în formă de S, cu picioare înalte prevăzute cu degete lungi. Unele specii, în epoca reproducerii, au așa-numitul penaj de nuntă sau egrete. Degetul extern este unit cu cel mijlociu la bază printr-o mică membrană (palmatură), formând astfel o suprafață de susținere mai mare pe substratul mâlos. Gheara degetului al treilea are latura proximală dințată. Au penele moi și nu prea dese.
Glanda uropigiană este slab dezvoltată. În schimb, pe laturile pieptului și pe cele ale târtiței au porțiuni de piele cu puf, care produce un fel de mătreață fină ca praful și ceroasă (puf pudrant), pe care pasărea o răspândește cu ciocul și cu gheara dințată pe pene, impermeabilizând astfel penajul. Apa lunecă de pe penele astfel pudrate și nu le udă. Aripile sunt late și mari; zboară lent prin bătăi rare de aripi ținând gâtul îndoit în formă de S pentru a realiza un echilibru mai bun. Prin aceasta se deosebesc de toate celelalte familii înrudite, care zboară cu gâtul întins.
Hrana preferată a stârcilor este peștele, pe care-l prind fie pășind rar prin smârcuri cu corpul aplecat înainte, fie stând la pândă nemișcate la marginea apelor. Gâtul îndoit ca un arc și ciocul ascuțit ca o suliță sunt două arme de vânătoare, dar și de apărare, temute. Afară de pește, mănâncă și broaște, tritoni și reptile, iar speciile mai mici și diferite nevertebrate acvatice mărunte: crustacei, insecte, moluște și viermi. Cele mai multe specii își fac cuiburile în colonii în arbori sau tufișuri, amestecate uneori cu alte specii din neamul lor sau din neamuri străine. Cuiburile lor sunt mari și grosolane. Depun de regulă 5 ouă unicolore. Puii iau hrana din ciocul părinților ori din cuib, după ce aceștia o regurgitează.
Ardeidele sunt răspândite în ținuturile calde și temperate de pe întreg globul pamântesc, lipsind doar din regiunile polare; cele din ținuturile nordice sunt migratoare. Ardeidele sunt frecvente în zonele cu bălți întinse și în cele inundabile cu stufărișuri bogate.

## Mod de viață, morfologie
Ardeidele au aspectul exterior asemănător, caracterizat prin gât, picioare și cioc lung. Gâtul în timpul zborului formează o buclă în formă de „S”. Acest lucru este ușurat de vertebra șasea cervicală, care este mai lungă.
Păsările din această familie prezintă un dimorfism sexual destul de accentuat, masculii fiind mai mari ca femelele. Culoarea penajului păsărilor este diferită, de la alb, cenușiu până la negru. Zborul lor este caracterizat prin planare cu bătăi rare din aripi. Păsările se hrănesc în special cu animale mici acvatice, pești, amfibii, crustacei, moluște, reptile, păsări, rozătoare mici, insecte, ele consumând pe zi hrană în greutate de 330 - 550 g.

## Răspândire
Păsările sunt răspândite pe toate continentele cu excepția regiunilor arctice și al unor insule din Oceania. După numărul de specii, 24 trăiesc în Asia de Sud și Asia de Sud Est, 21 trăiesc în Africa, 20 în cele două Americi și 16 specii în Australia și Oceania. Egretele trăiesc de obicei în ținuturile joase din apropierea apelor în regiuni de baltă cu smârcuri sau în savane. În general sunt păsări sedentare, un număr mic de specii fiind păsări migratoare.

## Reproducere
În general păsările clocesc în colonii, care la unele specii pot să fie uriașe. În delta Nilului numărul de păsări dintr-o colonie cu specii de stârc diferite pot să atingă cifra de 70.800 de perechi . În timpul perioadei de împerechere masculii fac un adevărat ritual pentru ademenirea femelei, cu gâtul și aripile întinse. Cuiburile sunt construite în arbori sau ascunse în stuf, ouăle fiind clocite de ambii parteneri. Puii nu eclozează toți o dată, și se întâmplă frecvent ca frații mai mari să ia hrana de la cei mai mici, care astfel mor din cauza foametei, sau sunt omorâți cu ciocul de puii mai mari pentru a primi hrană mai multă.

## Sistematică
Familia ardeide cuprinde 64-65 specii repartizate în 19 genuri:
- Genul Ardea

- Ardea cinerea = Stârc cenușiu
- Ardea herodias = Stârc cu umeri negri
- Ardea cocoi
- Ardea pacifica
- Ardea melanocephala = Stârc cu gât negru
- Ardea humbloti
- Ardea insignis
- Ardea sumatrana
- Ardea goliath = Stârc uriaș
- Ardea purpurea = Stârc roșu
- Ardea alba = Egretă mare
- Ardea brachyrhyncha
- Ardea intermedia = Egretă medie
- Ardea plumifera

- Genul Syrigma

- Syrigma sibilatrix

- Genul Pilherodius

- Pilherodius pileatus

- Genul Egretta

- Egretta picata
- Egretta novaehollandiae
- Egretta rufescens
- Egretta ardesiaca = Egretă neagră
- Egretta vinaceigula
- Egretta tricolor = Egretă tricoloră
- Egretta caerulea = Egretă mică albăstruie
- Egretta thula = Egretă de zăpadă
- Egretta dimorpha
- Egretta garzetta = Egretă mică
- Egretta gularis = Egretă de recif
- Egretta sacra
- Egretta eulophotes

- Genul Zonerodius

- Zonerodius heliosylus

- Genul Tigriornis

- Tigriornis leucolopha

- Genul Tigrisoma

- Tigrisoma lineatum
- Tigrisoma fasciatum
- Tigrisoma mexicanum

- Genul Agamia

- Agamia agami

- Genul Cochlearius

- Cochlearius cochlearius

- Genul Zebrilus

- Zebrilus undulatus

- Genul Butorides

- Butorides striata = Stârc de mangrove
- Butorides virescens = Stârc verzui
- Butorides sundevalli

- Genul Ardeola

- Ardeola ralloides = Stârc galben
- Ardeola grayii = Stârc galben indian
- Ardeola bacchus
- Ardeola speciosa
- Ardeola idae
- Ardeola rufiventris

- Genul Bubulcus

- Bubulcus ibis = Stârc de cireadă

- Genul Calherodius

- Calherodius leuconotus

- Genul Nycticorax

- Nycticorax nycticorax = Stârc de noapte
- Nycticorax caledonicus

- Genul Nyctanassa

- Nyctanassa violacea

- Genul Botaurus

- Botaurus stellaris = Buhai de baltă
- Botaurus poiciloptilus
- Botaurus lentiginosus = Buhai de baltă american
- Botaurus pinnatus
- Botaurus involucris
- Botaurus exilis = Stârc pitic american
- Botaurus flavicollis
- Botaurus cinnamomeus
- Botaurus eurhythmus = Stârc pitic roșcat
- Botaurus sturmii = Buhai de baltă pitic
- Botaurus minutus = Stârc pitic
- Botaurus sinensis
- Botaurus dubius

- Genul Gorsachius

- Gorsachius goisagi
- Gorsachius melanolophus

- Genul Oroanassa

- Oroanassa magnifica